# Provincia de Nassau
La Provincia de Nassau (del alemán: Provinz Nassau) fue una provincia del Estado Libre de Prusia desde 1944-1945.
Aunque todos los estados alemanes (incluyendo Prusia) habían sido de facto disueltos desde 1933, el gobierno nazi formalmente disolvió la provincia prusiana de Hesse-Nassau en dos provincias el 1 de abril de 1944, Kurhessen y la provincia de Nassau.
El nombre proviene del anterior Ducado de Nassau (1806-1866), que Prusia anexó después de la guerra austro-prusiana para formar parte de la provincia de Hesse-Nassau.
Después del final de la II Guerra Mundial, la provincia de Nassau cayó bajo administración americana. La provincia de Nassau fue disuelta por las fuerzas de ocupación estadounidenses el 19 de septiembre de 1945, formando parte de la zona administrativa de Gran Hesse. Justo sobre un año después, Gran Hesse se convirtió en el moderno estado alemán de Hesse. Pequeñas partes de la provincia de Nassau pasaron a formar parte del estado federado de Renania Palatinado
- Datos: Q449097